# Heinrich Schröter
Heinrich Eduard Schröter (1829-1892) va ser un matemàtic alemany, catedràtic de matemàtiques a la universitat de Breslau.

## Vida i Obra
Fill d'un reconegut comerciant de Königsberg, Schröter va començar els seus estudis en la universitat d'aquesta ciutat. Després de fer el seu servei militar, els va continuar a la universitat de Berlín, on va ser fortament influenciat per Jakob Steiner i la seva geometria sintètica.
El 1854 va llegir la seva tesi doctoral a Königsberg, sota la direcció de Richelot, i l'any següent la tesi d'habilitació a la universitat de Breslau. Va romandre com catedràtic en aquesta universitat, en la que va substituir Ernst Kummer, fins a la seva mort. Els darrers anys de la seva vida va estar molt malalt, sofrint de paràlisi.
Tot i que les seves tesis versaven sobre teoria de les funcions el·líptiques, els treballs de recerca de Schröter van ser sobre tot en geometria. Una bona part de la seva obra pot considerar-se una continuació de la de Steiner. En la universitat de Breslau va coincidir amb Rudolf Lipschitz, amb qui va fundar un reconegut seminari de matemàtiques i física matemàtica.